# تحلیل مخچه‌ای پارانئوپلاستیک
تحلیل مخچه ای پارانئوپلاستیک (به انگلیسی: Paraneoplastic cerebellar degeneration) نوعی از نشانگان پارانئوپلاستیک می‌باشد که با طیف مختلفی از تومورها از قبیل سرطان ریه، سرطان تخمدان، سرطان پستان و لنفوم هاجکین مرتبط می‌باشد. PCD از موارد نامتداول بوده و در کمتر از یک درصد مبتلایان به سرطان مشاهده می‌شود.
باور بر این است که این اختلال همچون دیگر انواع سندرم پارانئوپلاستیک، ناشی از واکنش خودایمنی بدن نسبت به اجزای سیستم عصبی مرکزی و بویژه یاخته‌های پورکینیه است.

## علایم بالینی
علایم عصب‌شناختی این اختلال می‌تواند شامل دیس آرتری، نیستاگموس و آتاکسی‌های گام‌برداشتنی، دست‌وپایی و تنه‌ای باشد. علائم بیماری اغلب به طور نیه‌حاد بروز می‌کنند و طی چند هفته تا چند ماه به سرعت گسترش می‌یابند تا به مرحلهٔ فلات برسند. این مرحله می‌تواند چند ماه تا چند سال استمرار یابد که اغلب به از دست رفتن همه یاخته‌های پورکینیه منجر می‌شود.

## درمان
برداشتن تومور همچنان موثرترین اقدام درمانی است. فرونشانی ایمونولوژیک و تعدیل ایمونولوژیک گاهی بی‌ثمر گزارش شده‌است. همچنین گاماگلوبولین تراپی با دوز بالا می‌تواند مؤثر باشد اما به دلیل نادر بودن اختلال، مداخله کنترل شده دشوار به نظر می‌رسد. آغاز سریع روند درمانی برای پیشگیری از آسیب غیرقابل برگشت نورونی بسیار ضروری است.